# Ibiza (comune)
Ibiza, ufficialmente in catalano Eivissa, è un comune spagnolo di 48 684 abitanti situato nelle Isole Baleari. Capoluogo dell'isola omonima e sede vescovile, è una bianca cittadina situata sui fianchi di una collina.

## Economia
L'economia è essenzialmente incentrata sul turismo, che ha reso Ibiza e "le Isole Baleari nella Comunità Autonoma della Spagna più ricca di tutta la nazione, con un reddito medio pro capite superiore alla media Europea".

## Infrastrutture e trasporti
Ibiza è dotata di aeroporto, sito a 5 km dal centro.

## Storia
Fondata dai cartaginesi con il nome di Ebusa nel VII secolo a.C. fu araba dal 901 al 1235 con il nome di Yabisah.
Dagli anni sessanta del secolo scorso fu scelta come sede estiva di buona parte della gioventù ricca d'Europa e ciò innescò la crescita del turismo di massa che identifica Ibiza come centro ideale nel quale trascorrere notti sfrenate e trasgressive.
La parte antica della città è conosciuta come Dalt Vila (‘ciudad alta’). L'area medievale di Dalt Vila venne fortificata da Filippo II per proteggere la città dagli attacchi dei pirati, visto che il triplo recinto difensivo di origine araba non era sufficiente. Quest'opera architettonica venne incaricata all'ingegnere italiano Giovanni Battista Calvi.
Questa fortificazione terminò alla fine del XVI secolo, si tratta di uno dei recinti fortificati meglio conservati assieme a quello di Cartagena de Indias ed è parte del patrimonio dell'umanità dal 1999.
Sono parlate due lingue ufficiali, il catalano e il castigliano. Vista la grande presenza di turisti sono molte le lingue parlate su questo territorio e lo stesso vale per le tradizioni culturali e gastronomiche.
Ibiza divenne famosa a livello mondiale durante gli anni '60, grazie al movimento hippy. Anche nei tempi moderni sopravvivono alcune colonie hippy sull'isola e sono presenti anche delle colonie del movimento clubber. L'isola continua ad essere una meta turistica molto rinomata per le sue spiagge, il suo ambiente notturno, le sue discoteche alla moda, i suoi negozi e moltissimi luoghi di interesse naturalistico.

## Monumenti e luoghi d'interesse
Dalt Vila è la città vecchia dichiarata monumento nazionale. Situata alla sommità di un colle dove già era la città cartaginese è cinta da poderosi bastioni eretti nel XVI secolo. Si entra nel borgo per il Portal de les Taules, porta monumentale con lo stemma di re Filippo II. Culmina con la panoramica Plaça d'Espanya, sulla quale si affacciano la Seu barocca del XVII secolo però con abside e campanile gotici del XIII secolo, il Castell del XVI secolo, oggi caserma militare, e il Museu Arqueològic. anche da visitare è il Mercatino Hippie, una sorta di mercato prodotto "dai figli dei fiori".
Sempre nella città vecchia si trovano la chiesa barocca di Sant Domènec, l'Ajuntament (municipio) sistemato in parti residue di un antico convento quattrocentesco e la Sala d'Armes in cui è il Museu d'Art Contemporani.
Fuori dalla città antica si trova il Museu Puig dels Molins presso la necropoli punica dove sono state scavate più di 4000 tombe delle quali conserva i reperti.
La Marina di Ibiza con il nome di Talamanca è ubicata a 6 km dalla città. Nei pressi si trova il gruppo di ville di Ca'n Martinet opera dell'architetto Josep Lluís Sert (1902-1983) che riesce a coniugare forme locali tradizionali a elementi di Le Corbusier.

### Musei
I musei dell'isola hanno un grande valore a livello culturale. Sono due i musei principali sull'isola:
- Museo arqueológico de Ibiza. Contiene i resti della storia dell'isola e la vita dai suoi tempi preistorici fino al periodo musulmano.
- Museo Monográfico y Necrópolis Púnica de Puig des Molins. Situato sopra la necropoli fenicia e punica della città. Al suo interno si possono visionare i resti incontrati nel corso degli scavi.

### Luoghi di interesse
Tra i luoghi più interessanti da visitare sull'isola troviamo:
- La cattedrale della Vergine delle Nevi (in catalano catedral de la Verge de les Neus o catedral d'Eivissa), datata attorno al XIV secolo, situata in cima a Dalt Vila.
- La necropoli punica di Puig des Molins.
- Il monumento del Sacro Cuore di Gesù, una statua di 23 m d'altezza ispirata al Cristo Redentore. È situata a 5 km a nord della città.

## Dintorni
A 14 km Santa Eulària d'es Riu, località balneare con la cinquecentesca chiesa fortificata, con i resti di un'antica moschea e una necropoli romana.
A 15 km Sant Antoni Abat, moderno centro balneare con una chiesa fortificata dei secoli XIV-XV e con i complessi turistici di Sant Agustí e Sant Josep.

## Feste
Carnevale, la Nit de Sant Joan, le Festes de sa Verge del Carme e le Festes de sa Terra sono feste patronali che si svolgono nella prima quindicina di agosto.

## Sport
La locale squadra di calcio è l'Unión Deportiva Ibiza.

## Amministrazione

### Gemellaggi
- Arzachena
- Palermo